# Danh sách tập phim Sailor Moon

Bìa DVD Vol 1 anime Sailor Moon phát hành tại Nhật Bản năm 2002.

Sailor Moon hay còn được biết với tên tại Nhật Bản Pretty Soldier Sailor Moon là một loạt anime được chuyển thể từ manga cùng tên của Takeuchi Naoko. Phim được đạo diễn bởi Sato Junichi, Ikuhara Kunihiko và Igarashi Takuya và sản xuất bởi TV Asahi và Toei Animation. Bốn mùa đầu tiên được lồng tiếng phát hành tại Bắc Mỹ bởi DIC Entertainment (nay là DHX Media) và Cloverway. Phim xoay quanh cô gái Tsukino Usagi, có khả năng biến thân thành chiến binh thủy thủ, đánh bại các thế lực hắc ám gây hại thế giới.
Loạt phim được phát sóng từ 7 tháng 3 năm 1992 đến 8 tháng 2 năm 1997 trên TV Asahi tại Nhật Bản. Bên cạnh 200 tập phim còn có ba phim chủ đề cũng như năm phim ngắn được sản xuất. Tại Bắc Mỹ, các tập được phát sóng từ 28 tháng 8 năm 1995 đến 21 tháng 12 năm 2000 trên YTV ở Canada và lần đầu phát sóng (về sau trên Cartoon Network) ở Mỹ.
Hai mùa đầu tiên của loạt phim, Sailor Moon và Sailor Moon R được phát hành thành 20 Vol băng VHS tại Nhật Bản năm 1995, ước tính mỗi vol bán được 300,000 bản ở thời điểm đó. Năm 2001, ADV Films phát hành phiên bản lồng tiếng Anh của hai mùa đầu tiên gồm 20 vol băng VHS. Hai mùa đầu bản tiếng Anh một năm sau đó được phát hành dưới định dạng DVD gồm 14 vol tại vùng 1 bởi ADV. ADV cũng phát hành phiên bản phụ đề và không xóa không cắt hai mùa đầu trong hai DVD riêng lẻ phiên bản giới hạn năm 2003. Pioneer Entertainment phát hành cả hai phiên bản đã chỉnh sửa và chưa qua chỉnh sửa của mùa ba và mùa bốn tương ứng với Sailor Moon S và Sailor Moon Super S trong định DVD và VHS trong năm 2001 và 2002. Năm 2004, bản quyền quốc tế loạt phim hết hạn.
Tại Việt Nam, loạt phim lần đầu được trình chiếu trên VTV3 từ năm 1996 đến 1998 và dừng hẳn ở Sailor Moon S với phiên bản thuyết minh tiếng Việt. Vào năm 2015, loạt phim được trình chiếu lại trênh kênh truyền hình HTV3 với phiên bản lồng tiếng Việt.

## Tổng quan
| #    | #    | Mùa                      | Số tập | Ngày phát sóng gốc  | Ngày phát sóng gốc  | Đạo diễn                               |
| #    | #    | Mùa                      | Số tập | Ngày bắt đầu        | Ngày kết thúc       | Đạo diễn                               |
| ---- | ---- | ------------------------ | ------ | ------------------- | ------------------- | -------------------------------------- |
|      | 1    | Sailor Moon              | 46     | 7 tháng 3 năm 1992  | 28 tháng 2 năm 1993 | Sato Junichi                           |
|      | 2    | Sailor Moon R            | 43     | 6 tháng 3 năm 1993  | 12 tháng 3 năm 1994 | Ikuhara Kunihiko, Sato Junichi (#1−13) |
|      | 3    | Sailor Moon S            | 38     | 19 tháng 3 năm 1994 | 25 tháng 2 năm 1995 | Ikuhara Kunihiko                       |
|      | 4    | Sailor Moon SuperS       | 39     | 4 tháng 3 năm 1995  | 2 tháng 3 năm 1996  | Ikuhara Kunihiko                       |
|      | 5    | Sailor Moon Sailor Stars | 34     | 9 tháng 3 năm 1996  | 8 tháng 2 năm 1997  | Igarashi Takuya                        |
| Tổng | Tổng | Tổng                     | 200    | 7 tháng 3 năm 1992  | 8 tháng 2 năm 1997  | -                                      |

## Mùa 1: Sailor Moon (1992–93)
| #  | Tên tập phim | Ngày phát sóng gốc   | Ngày phát sóng tiếng Việt |
| -- | --- | -------------------- | ------------------------- |
| 1  | "Sự biến thân của cô gái khóc nhè Usagi" "Nakimushi Usagi no karei naru henshin" (泣き虫うさぎの華麗なる変身)                                            | 7 tháng 3 năm 1992   | 30 tháng 4 năm 2015       |
| 2  | "Căn nhà xem bói là nơi của Youma" "Oshioki yo! Uranai house wa yōma no yakata" (おしおきよ!占いハウスは妖魔の館)                                        | 14 tháng 3 năm 1992  | 4 tháng 5 năm 2015        |
| 3  | "Căn bệnh ngủ bí ẩn, bảo vệ trái tim của những cô gái đang yêu" "Nazo no nemuribyō, mamore otome no koisuru kokoro" (謎のねむり病, 守れ乙女の恋する心)   | 21 tháng 3 năm 1992  | 5 tháng 5 năm 2015        |
| 4  | "Usagi sẽ dạy bạn cách giảm cân" "Usagi ga oshiemasu! Surimu ni naruhō" (うさぎが教えます!スリムになる法)                                                | 28 tháng 3 năm 1992  | 6 tháng 5 năm 2015        |
| 5  | "Hương thơm của Youma! Chanela đánh cắp tình yêu" "Yōma no kaori! Shanēra wa ai wo nusume" (妖魔の香り!シャネーラは愛を盗む)                             | 11 tháng 4 năm 1992  | 7 tháng 5 năm 2015        |
| 6  | "Bảo vệ giai điệu tình yêu! Usagi là vị thần tình yêu" "Mamore koi no merodi! Usagi wa Kyūpiddo" (守れ恋の曲!うさぎはキューピッド)                       | 18 tháng 4 năm 1992  | 11 tháng 5 năm 2015       |
| 7  | "Usagi học được một bài học! Đường tới ngôi sao thật khó" "Usagi hansei! Sutā no michi wa kibishii" (うさぎ反省!スターの道はきびしい)                    | 25 tháng 4 năm 1992  | 12 tháng 5 năm 2015       |
| 8  | "Cô gái thiên tài là Youma? Sự khủng khiếp của trường học bị tẩy não" "Tensai shōjo wa yōma na no? Kyōfu no sennōjuku" (天才少女は妖魔なの?恐怖の洗脳塾) | 2 tháng 5 năm 1992   | 13 tháng 5 năm 2015       |
| 9  | "Tai nạn của Usagi! Coi chừng những chiếc đồng hồ bất thường" "Usagi no sainan! Awate tokei ni goyōjin" (うさぎの災難!あわて時計にご用心)                | 9 tháng 5 năm 1992   | 14 tháng 5 năm 2015       |
| 10 | "Chiếc xe bị nguyền rủa! Thủy thủ Sao Hỏa xuất hiện" "Norowareta basu! Honō no senshi Māzu tōjō" (呪われたバス!炎の戦士マーズ登場)                       | 16 tháng 5 năm 1992  | 18 tháng 5 năm 2015       |
| 11 | "Sức mạnh của phái nữ! Kết cục của Yadeite" "Usagi to Rei taiketsu? Yume rando no akumu" (うさぎとレイ対決?夢ランドの悪夢)                               | 23 tháng 5 năm 1992  | 19 tháng 5 năm 2015       |
| 12 | "Cạm bẫy trên chuyến tàu xa hoa" "Watashi datte kare ga hoshii! Gōkasen no wana" (私だって彼が欲しい!豪華船のワナ)                                       | 30 tháng 5 năm 1992  | 20 tháng 5 năm 2015       |
| 13 | "Sức mạnh của phái nữ! Kết cục của Jadeite" "Onna no ko wa danketsu yo!Jedaito no saigo" (女の子は団結よ!ジェダイトの最期)                               | 6 tháng 6 năm 1992   | 21 tháng 5 năm 2015       |
| 14 | "Kẻ thù đáng gờm mới, huy hiệu ma của Nephrite" "Arata naru kyōteki, Nefuraito ma no monshō" (新たなる強敵, ネフライト魔の紋章)                          | 13 tháng 6 năm 1992  | 25 tháng 5 năm 2015       |
| 15 | "Usagi nổi cơn điên! Buổi hẹn hò đầu tiên của Rei" "Usagi aseru! Rei-chan hatsu dēto" (うさぎアセる!レイちゃん初デート)                                  | 20 tháng 6 năm 1992  | 26 tháng 5 năm 2015       |
| 16 | "Mơ về váy cưới trắng! Usagi trở thành cô dâu" "Junpaku doresu no yume! Usagi hanayome ni naru" (純白ドレスの夢!うさぎ花嫁になる)                        | 27 tháng 6 năm 1992  | 27 tháng 5 năm 2015       |
| 17 | "Usagi thành người mẫu! Mục tiêu của thợ chụp hình Youma" "Moderu wa Usagi? Yōma kamera no nessha" (モデルはうさぎ?妖魔カメラの熱写)                     | 4 tháng 7 năm 1992   | 28 tháng 5 năm 2015       |
| 18 | "Tình yêu trong sáng của Shingo! Búp bê Pháp u sầu" "Shingo no junjō! Kanashimi no Furansu ningyō" (進悟の純情!哀しみのフランス人形)                     | 11 tháng 7 năm 1992  | 1 tháng 6 năm 2015        |
| 19 | "Usagi cảm động! Bức thư tình của Tuxedo mặt nạ" "Usagi kangeki! Takishīdo Kamen no rabu retā" (うさぎ感激!タキシード仮面の恋文)                         | 25 tháng 7 năm 1992  | 2 tháng 6 năm 2015        |
| 20 | "Mùa hè, bãi biển, tuổi trẻ và cả ma" "Natsu yo Umi yo Seishun yo! Omake ni yūrei mo yo!" (夏よ海よ青春よ!おまけに幽霊もよ)                              | 1 tháng 8 năm 1992   | 3 tháng 6 năm 2015        |
| 21 | "Bảo vệ giấc mơ của trẻ em! Tình bạn gắn kết với anime" "Kodomotachi no yume mamore! Anime ni musubu yūjō" (子供達の夢守れ!アニメに結ぶ友情)             | 8 tháng 8 năm 1992   | 4 tháng 6 năm 2015        |
| 22 | "Mơ mộng dưới ánh trăng! Nụ hôn đầu của Usagi" "Gekka no romansu! Usagi no hatsu kissu" (月下のロマンス!うさぎの初キッス)                                | 15 tháng 8 năm 1992  | 8 tháng 6 năm 2015        |
| 23 | "Lời nguyện ước sao băng! Tình yêu trong sáng của Naru" "Nagareboshi ni negai wo! Naru-chan no jun'ai" (流れ星に願いを!なるちゃんの純愛)                 | 22 tháng 8 năm 1992  | 9 tháng 6 năm 2015        |
| 24 | "Tiếng khóc của Naru! Nephrite hi sinh cho tình yêu" "Naru-chan gōkyū! Nefuraito ai no shi" (なるちゃん号泣!ネフライト愛の死)                            | 29 tháng 8 năm 1992  | 10 tháng 6 năm 2015       |
| 25 | "Cô gái mạnh mẽ trong tình yêu, Thủy thủ Sao Mộc" "Koisuru kairiki shōjo, Jupitā-chan" (恋する怪力少女, ジュピターちゃん)                                | 5 tháng 9 năm 1992   | 11 tháng 6 năm 2015       |
| 26 | "Tìm lại nụ cười cho Naru! Tình bạn của Usagi" "Naru-chan ni egao wo! Usagi no yūjō" (なるちゃんに笑顔を!うさぎの友情)                                   | 12 tháng 9 năm 1992  | 15 tháng 6 năm 2015       |
| 27 | "Tình yêu dành cho Ami! Chàng trai biết trước tương lai" "Ami-chan e no koi!? Mirai yochi no shōnen" (亜美ちゃんへの恋!?未来予知の少年)                  | 10 tháng 10 năm 1992 | 16 tháng 6 năm 2015       |
| 28 | "Bằng chứng tình yêu, Usagi và Mamoru thân thiết hơn" "Koi no irasuto, Usagi to Mamoru ga sekkin?" (恋のイラスト, うさぎと衛が接近?)                     | 17 tháng 10 năm 1992 | 17 tháng 6 năm 2015       |
| 29 | "Hoàn toàn hỗn loạn! Sự hỗn loạn của mối quan hệ" "Daikonsen! Guchagucha koi no shikakuk ankei" (大混線!グチャグチャ恋の四角関係)                        | 24 tháng 10 năm 1992 | 18 tháng 6 năm 2015       |
| 30 | "Ông của Rei nổi điên, cơn khủng hoảng của Rei" "Ojī-chan ranshin, Rei-chan no kiki" (お爺ちゃん乱心, レイちゃんの危機)                                  | 31 tháng 10 năm 1992 | 22 tháng 6 năm 2015       |
| 31 | "Bị theo đuổi! Ngày tồi tệ nhất của Luna" "Koisarete owarete! Runa no saiaku no hi" (恋されて追われて!ルナの最悪の日)                                    | 7 tháng 11 năm 1992  | 23 tháng 6 năm 2015       |
| 32 | "Quyết tâm của Umino! Bảo vệ Naru" "Umino no kesshin! Naru-chan wa boku ga mamoru" (海野の決心!なるちゃんは僕が守る)                                     | 14 tháng 11 năm 1992 | 24 tháng 6 năm 2015       |
| 33 | "Chiến binh thủy thủ cuối cùng, Thủy thủ Sao Kim xuất hiện" "Saigo no Sērā Senshi, Vīnasu tōjō" (最後のセーラー戦士, ヴィーナス登場)                     | 21 tháng 11 năm 1992 | 25 tháng 6 năm 2015       |
| 34 | "Pha lê bạc lấp lánh! Công chúa Mặt Trăng xuất hiện" "Hikari kagayaku ginzuishō! Tsuki no purinsesu tōjō" (光輝く銀水晶!月のプリンセス登場)              | 28 tháng 11 năm 1992 | 29 tháng 6 năm 2015       |
| 35 | "Ký ức trở lại! Quá khứ của Usagi và Mamoru" "Yomigaeru kioku! Usagi to Mamoru no kako" (よみがえる記憶!うさぎと衛の過去)                                | 5 tháng 12 năm 1992  | 30 tháng 6 năm 2015       |
| 36 | "Usagi rối trí! Tuxedo mặt nạ là người xấu?" "Usagi konran! Takishīdo Kamen wa aku?" (うさぎ混乱!タキシード仮面は悪?)                                    | 12 tháng 12 năm 1992 | 1 tháng 7 năm 2015        |
| 37 | "Trở thành công chúa? Cuộc huấn luyện kỳ quái của Usagi" "Mezase purinsesu? Usagi no chintokkun" (めざせプリンセス?うさぎの珍特訓)                       | 19 tháng 12 năm 1992 | 2 tháng 7 năm 2015        |
| 38 | "Tuyết, núi, tình bạn và dĩ nhiên cả Youma nữa" "Yuki yo Yama yo Yūjō yo! Yappari yōma mo yo!" (雪よ山よ友情よ!やっぱり妖魔もよ)                         | 26 tháng 12 năm 1992 | 6 tháng 7 năm 2015        |
| 39 | "Trượt băng với Youma!? Nữ hoàng băng Mako" "Yōma to pea!? Hyōjō no joō Mako-chan" (妖魔とペア!?氷上の女王まこちゃん)                                    | 9 tháng 1 năm 1993   | 7 tháng 7 năm 2015        |
| 40 | "Huyền thoại về quái vật dưới hồ! Rắc rối của nhà Usagi" "Mizuumi no densetsu yōkai! Usagi kazoku no kizuna" (湖の伝説妖怪!うさぎ家族のきずな)           | 16 tháng 1 năm 1993  | 8 tháng 7 năm 2015        |
| 41 | "Không trốn khỏi tình! Ami và Mamoru đối mặt" "Mō koi kara nigenai! Ami to Mamoru taiketsu" (もう恋から逃げない!亜美と衛対決)                            | 23 tháng 1 năm 1993  | 9 tháng 7 năm 2015        |
| 42 | "Quá khứ của Thủy thủ Sao Kim, tình yêu đau khổ của Minako" "Sērā Vīnasu no kako, Minako no higeki" (Sヴィーナスの過去, 美奈子の悲劇)                    | 30 tháng 1 năm 1993  | 13 tháng 7 năm 2015       |
| 43 | "Các chiến binh thủy thủ bước vào cuộc chiến lớn" "Usagi ga koritsu? Sērā Senshi-tachi no ōgenka" (うさぎが孤立?S戦士達の大ゲンカ)                       | 6 tháng 2 năm 1993   | 14 tháng 7 năm 2015       |
| 44 | "Sự thức tỉnh của Usagi! Lời nhắn gửi từ quá khứ xa xôi" "Usagi no kakusei! Chōkako no messēji" (うさぎの覚醒!超過去のメッセージ)                        | 13 tháng 2 năm 1993  | 15 tháng 7 năm 2015       |
| 45 | "Các chiến binh thủy thủ hy sinh! Thảm kịch cuối cùng" "Sērā Senshi shisu! Hisō naru saishūsen" (セーラー戦士死す!悲壮なる最終戦)                        | 20 tháng 2 năm 1993  | 16 tháng 7 năm 2015       |
| 46 | "Điều ước cuối cùng của Usagi! Sự tái sinh" "Usagi no omoi wa towa ni! Atarashiki tensei" (うさぎの想いは永遠に!新しき転生)                              | 27 tháng 2 năm 1993  | 20 tháng 7 năm 2015       |

## Mùa 2: Sailor Moon R (1993–94)
| #  | Tên tập phim | Ngày phát sóng gốc   |
| -- | --- | -------------------- |
| 47 | "Mặt Trăng hồi sinh! Người ngoài hành tinh bí ẩn" "Muun Fukkatsu! Nazo no Eirian Shutsugen" (ムーン復活! 謎のエイリアン出現)                                                            | 6 tháng 3 năm 1993   |
| 48 | "Vì tình yêu và công lý! Trở lại thành chiến binh thủy thủ" "Ai to seigi yue! Sērā Senshi futatabi" (愛と正義ゆえ! セーラー戦士再び)                                                    | 13 tháng 3 năm 1993  |
| 49 | "Hoa hồng trắng dành cho ai? Kị sĩ Ánh Trăng xuất hiện" "Shiroi bara wa dare ni? Tsukikage no Naito tōjō" (白いバラは誰に? 月影の騎士登場)                                              | 20 tháng 3 năm 1993  |
| 50 | "Cơn khủng hoảng của Usagi! Vương miện Mặt Trăng không hoạt động" "Usagi no kiki! Tiara sadō sezu" (うとぎの危機! ティアラ作動せず)                                                     | 10 tháng 4 năm 1993  |
| 51 | "Sự biến hình mới! Usagi mạnh lên" "Atarashiki Henshin! Usagi Pawaa Appu" (新しき変身! うさぎパワーアップ)                                                                              | 17 tháng 4 năm 1993  |
| 52 | "Những đứa trẻ mẫu giáo thành mục tiêu! Thủy thủ Sao Kim đến giải cứu" "Nerawareta enji! Vīnasu daikatsuyaku" (狙われた園児!ヴィーナス大活躍)                                           | 24 tháng 4 năm 1993  |
| 53 | "Mamoru và Usagi cố tình làm bảo mẫu" "Mamoru to Usagi no bebīshittā sōdō" (衛とうさぎのベビーシッター騒動)                                                                             | 1 tháng 5 năm 1993   |
| 54 | "Buổi lễ văn hóa dành cho tớ!? Bản nhạc của nữ hoàng Rei" "Bunkasai wa watashi no tame?! Rei joō nesshō" (文化祭は私のため?!レイ女王熱唱)                                               | 8 tháng 5 năm 1993   |
| 55 | "Seijuro có phải là Kị sĩ Ánh Trăng? Mako lại yêu" "Tsukikage wa Seijūrō? Moeru Mako-chan" (月影は星十郎?もえるまこちゃん)                                                              | 22 tháng 5 năm 1993  |
| 56 | "Cướp đi nụ hôn của Mamoru! Chiến lược nàng Bạch Tuyết của An" "Mamoru no kisu ubae! An no Shirayuki-hime sakusen" (衛のキス奪え!アンの白雪姫作戦)                                      | 29 tháng 5 năm 1993  |
| 57 | "Cẩn thận sau giờ học! Usagi là mục tiêu" "Hōkago ni goyōjin! Nerawareta Usagi" (放課後にご用心!狙われたうさぎ)                                                                         | 5 tháng 6 năm 1993   |
| 58 | "Tình yêu bị từ chối! Cây sinh mệnh nổi giận" "Surechigau ai no kokoro! Ikari no Makaiju" (すれちがう愛の心!怒りの魔界樹)                                                               | 12 tháng 6 năm 1993  |
| 59 | "Tình yêu chân chính thức tỉnh! Bí mật của Cây sinh mệnh" "Mezameru shinjitsu no ai! Makaiju no himitsu" (めざめる真実の愛!魔界樹の秘密)                                                | 19 tháng 6 năm 1993  |
| 60 | "Thiên sứ? Ác ma? Cô bé kì lạ đến từ bầu trời" "Tenshi? Akuma? Sora kara kita nazo no shōjo" (天使?悪魔?空からきた謎の少女)                                                             | 26 tháng 6 năm 1993  |
| 61 | "Cú sốc lớn cho Usagi! Mamoru tuyên bố chia tay" "Usagi daishokku! Mamoru no zekkō sengen" (うさぎ大ショック!衛の絶交宣言)                                                              | 3 tháng 7 năm 1993   |
| 62 | "Tình bạn giữa các chiến binh thủy thủ! Tạm biệt Ami" "Senshi no yūjō! Sayonara Ami-chan" (戦士の友情!さよなら亜美ちゃん)                                                               | 10 tháng 7 năm 1993  |
| 63 | "Phụ nữ nên khỏe mạnh và xinh đẹp! Chiêu thức mới của Rei" "Onna wa tsuyoku utsukushiku! Rei no shin hissatsu waza" (女は強く美しく!レイの新必殺技)                                     | 24 tháng 7 năm 1993  |
| 64 | "Cuộc truy tìm Viên Pha lê bạc! Bí mật của Chibi-usa" "Ginzuishou motomete! Chibiusa no himitsu" (銀水晶を求めて!ちびうさの秘密)                                                        | 31 tháng 7 năm 1993  |
| 65 | "Tranh luận về tình yêu! Minako và Makoto trở mặt" "Koi no ronsō! Minako to Makoto ga tairitsu" (恋の論争!美奈子とまことが対立)                                                         | 14 tháng 8 năm 1993  |
| 66 | "Tình cảm gia đình của Usagi! Mối tình tay ba của món cà ri" "Usagi no oyagokoro!? Karē na sankaku kankei" (うさぎの親心?カレーな三角関係)                                              | 21 tháng 8 năm 1993  |
| 67 | "Biển cả, hòn đảo và kỳ nghỉ! Ngày nghỉ của các chiến binh thủy thủ" "Umi yo Shima yo Bakansu yo! Senshi no kyūsoku" (海よ島よバカンスよ!戦士の休息)                                    | 28 tháng 8 năm 1993  |
| 68 | "Bảo vệ Chibi-usa! Cuộc đụng độ của 10 chiến binh" "Chibiusa wo mamore! Jū senshi no daigekisen" (ちびうさを守れ!10戦士の大激戦)                                                        | 11 tháng 9 năm 1993  |
| 69 | "Tỉnh dậy đi, Usagi! Khổ tâm của Mamoru" "Mezame yo nemureru bishōjo! Mamoru no kunō" (目覚めよ眠れる美少女!衛の苦悩)                                                                   | 25 tháng 9 năm 1993  |
| 70 | "Trận chiến của ngọn lửa tình yêu! Thủy thủ Sao Hỏa đấu Koan" "Ai no honō no taiketsu! Māzu tai Kōan" (愛の炎の対決!マーズVSコーアン)                                                   | 2 tháng 10 năm 1993  |
| 71 | "Tất cả vì tình bạn! Ami và Berthier xung đột" "Yūjō no tame! Ami to Beruche gekitotsu" (友情のため!亜美とベルチェ激突)                                                                 | 16 tháng 10 năm 1993 |
| 72 | "Rubeus nhẫn tâm! Bốn chị em Ayakashi đáng thương" "Hijō no Rubeusu! Kanashimi no yon shimai" (非情のルベウス!悲しみの四姉妹)                                                           | 30 tháng 10 năm 1993 |
| 73 | "UFO xuất hiện! Các chiến binh thủy thủ bị bắt cóc" "Yūfō shutsugen! Sarawareta Sērā Senshi-tachi" (UFO出現!さらわれたセーラー戦士たち)                                                 | 6 tháng 11 năm 1993  |
| 74 | "Đánh bại Rubeus! Trận chiến cuối cùng trong không gian" "Rubeusu wo taose! Uchūkūkan no kessen" (ルベウスを倒せ!宇宙空間の決戦)                                                        | 13 tháng 11 năm 1993 |
| 75 | "Chiến binh mới đầy bí ẩn! Thủy thủ Sao Diêm Vương xuất hiện" "Nazo no shin Senshi Sērā Purūtō tōjō" (謎の新戦士セーラープルート登場)                                                   | 20 tháng 11 năm 1993 |
| 76 | "Ma lực của bóng tối! Sự xâm chiếm của Esmeraude" "Ankoku no maryoku! Esmerōdo no shinryaku" (暗黒の魔力!エスメロードの侵略)                                                            | 4 tháng 12 năm 1993  |
| 77 | "Chia sẻ cảm xúc cho nhau! Usagi và Mamoru yêu nhau thêm một lần nữa" "Omoi wa onaji! Usagi to Mamoru no ai futatabi" (想いは同じ!うさぎと衛の愛再び)                                   | 11 tháng 12 năm 1993 |
| 78 | "Thủy thủ Sao Kim Minako làm y tá" "Vīnasu Minako no nāsu daisōdō" (ヴィーナス美奈子のナース大騒動)                                                                                     | 18 tháng 12 năm 1993 |
| 79 | "Cuộc phiêu lưu của Artemis! Vương quốc thú vật xấu xa" "Arutemisu no bōken! Ma no dōbutsu ōkoku" (アルテミスの冒険!魔の動物王国)                                                       | 25 tháng 12 năm 1993 |
| 80 | "Ảo ảnh của sự sợ hãi! Ami cô lập một mình" "Kyōfu no gen'ei! Hitoribocchi no Ami" (恐怖の幻影!ひとりぼっちの亜美)                                                                      | 8 tháng 1 năm 1994   |
| 81 | "Cánh cổng Bóng tối đã hoàn thiện? Lớp học gặp nguy cơ lớn" "Ankoku gēto kansei? Nerawareta shōgakkō" (暗黒ゲート完成?狙われた小学校)                                                   | 15 tháng 1 năm 1994  |
| 82 | "Hành trình đến tương lai! Trận chiến trong mê cung của không gian và thời gian" "Mirai he no tabidachi! Jikū kairō no tatakai" (未来への旅立ち!時空回廊の戦い)                         | 22 tháng 1 năm 1994  |
| 83 | "Cú sốc trong tương lai! Dã tâm của Demando" "Shōgeki no mirai! Demando no kuroki yabō" (衝撃の未来!デマンドの黒き野望)                                                                 | 29 tháng 1 năm 1994  |
| 84 | "Bàn tay ác quỷ của Nhà tiên tri! Chibi-usa biến mất" "Waizuman no mashu! Chibiusa shōmetsu" (ワイズマンの魔手!ちびうさ消滅)                                                            | 5 tháng 2 năm 1994   |
| 85 | "Nữ hoàng của bóng tối, Công nương Hắc Nguyệt ra đời" "Ankoku no joō Burakku Redi no tanjō" (暗黒の女王ブラックレディの誕生)                                                            | 12 tháng 2 năm 1994  |
| 86 | "Ngày cuối của Saphir! Cạm bẫy của Nhà tiên tri" "Safīru zetsumei! Waizuman no wana" (サフィール絶命!ワイズマンの罠)                                                                    | 19 tháng 2 năm 1994  |
| 87 | "Tin tưởng vào tình yêu và tương lai! Quyết tâm của Usagi" "Ai to mirai wo shinjite! Usagi no kesshin" (愛と未来を信じて!うさぎの決心)                                                  | 26 tháng 2 năm 1994  |
| 88 | "Trận chiến cuối cùng của ánh sáng và bóng tối! Lời thề của tình yêu cho một tương lai tươi sáng" "Hikari to yami no saishū kessen! Mirai he chikau ai" (光と闇の最終決戦!未来へ誓う愛) | 5 tháng 3 năm 1994   |
| 89 | "Usagi và sự quyết tâm của các cô gái! Khởi đầu cho một cuộc chiến mới" "Usagi-tachi no ketsui! Atarashiki tatakai no jokyoku" (うさぎ達の決意!新しき戦いの序曲)                        | 12 tháng 3 năm 1994  |

## Mùa 3: Sailor Moon S (1994–95)
| #   | Tên tập phim | Ngày phát sóng gốc   |
| --- | --- | -------------------- |
| 90  | "Dự báo về ngày tận thế? Những chiến binh bí ẩn xuất hiện" "Chikyū hōkai no yokan? Nazo no shin Senshi shutsugen" (地球崩壊の予感?謎の新戦士出現)                           | 19 tháng 3 năm 1994  |
| 91  | "Quyền trượng tình yêu ra đời! Sự biến hình mới của Usagi" "Ai no roddo tanjō! Usagi no shin henshin" (愛のロッド誕生!うさぎの新変身)                                       | 26 tháng 3 năm 1994  |
| 92  | "Anh chàng cực kì xinh đẹp? Bí mật của Tennou Haruka" "Suteki na bishōnen? Ten'ō Haruka no himitsu" (素敵な美少年?天王はるかの秘密)                                         | 16 tháng 4 năm 1994  |
| 93  | "Thần tượng của Usagi! Thiên tài duyên dáng, Michiru" "Usagi no akogare! Yūbi no tensai Michiru" (うさぎの憧れ!優美な天才みちる)                                            | 23 tháng 4 năm 1994  |
| 94  | "Bảo vệ Trái tim tinh khiết! Trận chiến giữa ba phe" "Pyua na kokoro wo mamore! Teki mikata mittsu tomoe ransen" (純な心を守れ!敵味方三つ巴乱戦)                            | 30 tháng 4 năm 1994  |
| 95  | "Hãy để cho Mặt Trăng giải quyết các vấn đề tình yêu của bạn" "Koi no otasuke wa Mūn ni omakase" (恋のおたすけはムーンにおまかせ)                                           | 7 tháng 5 năm 1994   |
| 96  | "Thủy thủ Sao Thiên Vương lạnh lùng? Makoto gặp nguy hiểm" "Reikoku na Uranusu? Makoto no pinchi" (冷酷なウラヌス?まことのピンチ)                                           | 14 tháng 5 năm 1994  |
| 97  | "Mê cung của nước! Ami trở thành mục tiêu" "Mizu no rabarinsu! Nerawareta Ami" (水のラビリンス!ねらわれた亜美)                                                              | 21 tháng 5 năm 1994  |
| 98  | "Tác chiến cứu bạn bè! Thủy thủ Mặt Trăng và Thủy thủ Sao Thiên Vương cùng nhau chiến đấu" "Tomodachi wo sukue! Mūn Uranusu rengō" (友達を救え!ムーンウラヌス連合)          | 28 tháng 5 năm 1994  |
| 99  | "Lòng tốt của một người đàn ông! Yuichiro tan vỡ cõi lòng vì Rei?" "Otoko no yasashisa! Yūichirō Rei ni shitsuren?" (男の優しさ!雄一郎レイに失恋?)                          | 18 tháng 6 năm 1994  |
| 100 | "Từ bỏ công việc làm chiến binh thủy thủ!? Minako do dự" "Sērā Senshi wo yametai!? Minako no nayami" (S戦士を辞めたい!?美奈子の悩み)                                        | 25 tháng 6 năm 1994  |
| 101 | "Usagi ngập tràn đầy nước mắt! Đôi giày thủy tinh dành cho ngày sinh nhật" "Usagi namida! Tanjōbi ni garasu no kutsu wo" (うさぎ涙!誕生日にガラスの靴を)                    | 2 tháng 7 năm 1994   |
| 102 | "Trái tim tinh khiết bị đánh cắp! Cơn khủng hoảng lớn nhất của Usagi" "Ubawareta pyua na kokoro! Usagi zettai zetsumei" (奪われた純な心!うさぎ絶体絶命)                     | 16 tháng 7 năm 1994  |
| 103 | "Sự xuất hiện của chiến binh thủy thủ nhỏ bé siêu dễ thương" "Yatte kita chiccha na Bishōjo Senshi" (やって来たちっちゃな美少女戦士)                                        | 6 tháng 8 năm 1994   |
| 104 | "Tìm kiếm bạn bè mới! Chuyến phiêu lưu của Thủy thủ Mặt Trăng Bé con" "Tomodachi wo motomete! Chibi Mūn no katsuyaku" (友達を求めて!ちびムーンの活躍)                       | 20 tháng 8 năm 1994  |
| 105 | "Muốn tăng thêm sức mạnh! Con đường lạc lối của Mako" "Pawā ga hoshī! Mako-chan no mayoi michi" (力が欲しい!まこちゃんの迷い道)                                             | 27 tháng 8 năm 1994  |
| 106 | "Mối liên kết của định mệnh! Quá khứ xa xôi của Thủy thủ Sao Thiên Vương" "Unmei no kizuna! Uranusu no tōi hi" (運命のきずな!ウラヌスの遠い日)                              | 3 tháng 9 năm 1994   |
| 107 | "Bày tỏ tình yêu bằng nghệ thuật! Mối tình đầu của Chibi-usa" "Geijutsu wa ai no bakuhatsu! Chibiusa no hatsukoi" (芸術は愛の爆発!ちびうさの初恋)                           | 10 tháng 9 năm 1994  |
| 108 | "Điệu nhảy Waltz của Usagi" "Usagi no dansu wa warutsu ni notte" (うさぎのダンスはワルツに乗って)                                                                           | 17 tháng 9 năm 1994  |
| 109 | "Choáng váng! Bí mật thân phận của cả hai bên đều bị tiết lộ" "Shōgeki no toki! Akasareta tagai no shōtai" (衝撃の刻!明かされた互いの正体)                                  | 24 tháng 9 năm 1994  |
| 110 | "Cái chết của Thủy thủ Sao Thiên Vương và Thủy thủ Sao Hải Vương? Các bảo vật xuất hiện" "Uranusu-tachi no shi? Tarisuman shutsugen" (ウラヌス達の死?タリスマン出現)        | 15 tháng 10 năm 1994 |
| 111 | "Quyền năng thiêng liêng của Chén Thánh Truyền Thuyết! Sự biến hình kép của Mặt Trăng" "Seihai no shinpi na chikara! Mūn nidan henshin" (聖杯の神秘な力!ムーン二段変身)     | 22 tháng 10 năm 1994 |
| 112 | "Ai mới chính là Đấng Cứu Thế thật sự? Sự hỗn loạn của ánh sáng và bóng tối" "Shin no kyūseishu wa dare? Hikari to kage no kaosu" (真の救世主は誰?光と影のカオス)           | 5 tháng 11 năm 1994  |
| 113 | "Ngôi nhà đầy sự hiện diện của cái ác! Bí mật của cô bé xinh đẹp Hotaru" "Yōki tadayou ie! Bishōjo Hotaru no himitsu" (妖気漂う家!美少女ほたるの秘密)                       | 12 tháng 11 năm 1994 |
| 114 | "Điên cuồng vì người nổi tiếng! Mimete do dự" "Aidoru daisuki! Nayameru Mimetto" (アイドル大好き!悩めるミメット)                                                            | 19 tháng 11 năm 1994 |
| 115 | "Cái bóng của sự tĩnh lặng? Tia sáng yếu ớt của đom đóm" "Chinmoku no kage!? Awaki Hotaru hi no yurameki" (沈黙の影!?あわき蛍火のゆらめき)                                  | 26 tháng 11 năm 1994 |
| 116 | "Bầu trời ngập nắng sau cơn bão! Tình bạn dành cho Hotaru" "Arashi nochi hare! Hotaru ni sasageru yūjō" (嵐のち晴れ!ほたるに捧げる友情)                                     | 3 tháng 12 năm 1994  |
| 117 | "Cao lớn hơn, mạnh mẽ hơn! Usagi cổ vũ cho tình yêu" "Yori takaku yori tsuyoku! Usagi no ōen" (より高くより強く!うさぎの応援)                                               | 10 tháng 12 năm 1994 |
| 118 | "Cuộc chiến trong không gian đa chiều! Sự đánh cược của các chiến binh thủy thủ" "Makū no tatakai! Sērā Senshi no kake" (魔空の戦い!セーラー戦士の賭け)                     | 17 tháng 12 năm 1994 |
| 119 | "Đấng Cứu Thế của sự tĩnh lặng thức tỉnh? Ngôi sao của định mệnh" "Chinmoku no Meshia kakusei? Unmei no hoshiboshi" (沈黙のメシアの覚せい?運命の星々)                       | 24 tháng 12 năm 1994 |
| 120 | "Sự xâm lược từ một chiều không gian khác! Bí mật của Học viện Mugen" "Ijigen kara no shinryaku! Mugen Gakuen no nazo" (異次元からの侵略!無限学園の謎)                      | 7 tháng 1 năm 1995   |
| 121 | "Một bông hoa thần bí đánh cắp trái tim! Phù thủy thứ ba, Teruru" "Kokoro wo ubau yōka! Daisan no majō Teruru" (心を奪う妖花!第三の魔女テルル)                              | 14 tháng 1 năm 1995  |
| 122 | "Tin tưởng vào tình yêu! Ami, một chiến binh nhân hậu" "Ai wo shinjite! Ami, kokoro yasashiki Senshi" (愛を信じて!亜美心優しき戦士)                                         | 21 tháng 1 năm 1995  |
| 123 | "Cái bóng của sự hủy diệt! Sự thức tỉnh của Đấng Cứu Thế của sự tĩnh lặng" "Hametsu no kage! Chinmoku no Meshia no mezame" (破滅の影!沈黙のメシアの目覚め)                  | 28 tháng 1 năm 1995  |
| 124 | "Bóng tối của sự sợ hãi sắp đến gần! Trận chiến khó khăn của tám chiến binh thủy thủ" "Semari kuru yami no kyōfu! Kusen no Hassenshi" (迫り来る闇の恐怖!苦戦の8戦士)        | 4 tháng 2 năm 1995   |
| 125 | "Một ngôi sao băng sáng lấp lánh! Thủy thủ Sao Thổ và Đấng Cứu Thế" "Kagayaku ryūsei! Satān soshite kyūseishu" (輝く流星!サターンそして救世主)                              | 11 tháng 2 năm 1995  |
| 126 | "Một cuộc sống mới! Thời điểm cho sự chia ly của các vì sao của định mệnh" "Atarashiki seimei! Unmei no hoshiboshi betsuri no toki" (新しき生命!運命の星々別離の時)         | 18 tháng 2 năm 1995  |
| 127 | "Sự tỉnh ngộ của một chiến binh thủy thủ! Sức mạnh nằm trong Trái tim tinh khiết" "Senshi no Jikaku! Tsuyosa wa Pyua na Kokoro no Naka ni" (戦士の自覚! 強さは純な心の中に) | 25 tháng 2 năm 1995  |

## Mùa 4: Sailor Moon SuperS (1995–96)
| #   | Tên tập phim | Ngày phát sóng gốc   |
| --- | --- | -------------------- |
| 128 | "Cuộc gặp gỡ của định mệnh! Thần Mã Pegasus tung bay trong đêm tối" "Unmei no deai! Pegasasu no mau yoru" (運命の出会い!ペガサスの舞う夜)                                            | 4 tháng 3 năm 1995   |
| 129 | "Một lần nữa hóa thân thành Siêu chiến binh thủy thủ! Sức mạnh của Thần Mã Pegasus" "Supā henshin futatabi! Pegasasu no pawā" (スーパー変身再び!ペガサスの力)                        | 11 tháng 3 năm 1995  |
| 130 | "Bảo vệ giấc mơ của mẹ! Đòn tấn công mới của Thủy thủ Mặt Trăng và Thủy thủ Mặt Trăng Bé con" "Mamore haha no yume! Daburu mūn no shin hissatsu waza" (守れ母の夢!Wムーンの新必殺技) | 18 tháng 3 năm 1995  |
| 131 | "Bắt giữ Thần Mã Pegasus! Cạm bẫy của Bộ ba Amazon" "Pegasasu wo toraero! Amazon no wana" (ペガサスを捕えろ!アマゾンの罠)                                                            | 25 tháng 3 năm 1995  |
| 132 | "Cặp đôi trời sinh! Tình yêu của Usagi và Mamoru" "Oniai no futari! Usagi to Mamoru no ai" (お似合いの二人!うさぎと衛の愛)                                                           | 15 tháng 4 năm 1995  |
| 133 | "Artemis ngoại tình? Bé mèo con bí ẩn xuất hiện" "Arutemisu no uwaki? Nazo no koneko tōjō" (アルテミスの浮気?謎の子猫登場)                                                           | 29 tháng 4 năm 1995  |
| 134 | "Tình bạn của Makoto! Cô gái tôn thờ Thần Mã Pegasus" "Makoto no yūjō! Tenba ni akogareta shōjo" (まことの友情!天馬に憧れた少女)                                                     | 13 tháng 5 năm 1995  |
| 135 | "Kết nối trái tim! Chibi-usa và Thần Mã Pegasus" "Fureau kokoro! Chibiusa to Pegasasu" (触れ合う心!ちびうさとペガサス)                                                               | 20 tháng 5 năm 1995  |
| 136 | "Bảo vệ Mamoru! Lòng ghen tị của Ninja Usagi" "Mamoru wo mamore! Ninja Usagi no yakimochi" (衛を守れ!忍者うさぎのヤキモチ)                                                           | 27 tháng 5 năm 1995  |
| 137 | "Khu rừng của sự ảo tưởng! Lời mời từ một nàng tiên xinh đẹp" "Ayakashi no mori! Utsukushiki yōsei no izanai" (あやかしの森!美しき妖精の誘い)                                        | 3 tháng 6 năm 1995   |
| 138 | "Lái chiếc xe của những giấc mơ đến thiên đường của tình yêu" "Tengoku made hashire! Yume no kuruma ni kakeru ai" (天国まで走れ!夢の車にかける愛)                                    | 10 tháng 6 năm 1995  |
| 139 | "Trở thành số một Nhật Bản! Nỗi lo của một nữ kiếm sĩ xinh đẹp" "Mezase Nippon ichi! Bishōjo kenshi no nayami" (目指せ日本一!美少女剣士の悩み)                                       | 17 tháng 6 năm 1995  |
| 140 | "Tình yêu mua sắm quần áo! Các chiến binh thủy thủ hợp thời trang" "Mini ga daisuki! Oshare na Senshitachi" (ミニが大好き!おしゃれな戦士達)                                          | 1 tháng 7 năm 1995   |
| 141 | "Cơn bão của tình yêu! Kế hoạch hẹn hò cả hai lần cùng một lúc của Minako" "Koi no arashi! Minako no futamata daisakusen" (恋の嵐!美奈子のフタマタ大作戦)                            | 8 tháng 7 năm 1995   |
| 142 | "Căn biệt thự bí mật! Thực đơn dành cho tình yêu" "Himitsu no yakata! Ai no menyū wo anata ni" (秘密の館!愛のメニューを貴方に)                                                       | 15 tháng 7 năm 1995  |
| 143 | "Tin tưởng Thần Mã Pegasus! Sự siêu biến hình của 4 chiến binh thủy thủ" "Pegasasu wo shinjiru toki! Yon Senshi no supā henshin" (天馬を信じる時!4戦士の超変身)                      | 22 tháng 7 năm 1995  |
| 144 | "Ngày hè tỏa nắng! Ami của những cơn sóng gió giữa đại dương" "Kirameku natsu no hi! Shiokaze no shōjo Ami" (きらめく夏の日!潮風の少女亜美)                                          | 12 tháng 8 năm 1995  |
| 145 | "Trở thành vũ công chính! Nghệ thuật múa ba lê của Usagi" "Purima wo nerae! Usagi no barei" (プリマをねらえ!うさぎのバレエ)                                                          | 19 tháng 8 năm 1995  |
| 146 | "Ngày lễ hội ở thành phố Juban! Nàng công chúa vô tư" "Jūbangai no kyūjitsu! Mujaki na ōjosama" (十番街の休日!無邪気な王女様)                                                        | 26 tháng 8 năm 1995  |
| 147 | "Cộng sự của định mệnh? Sự ngây thơ trong sáng của Makoto" "Unmei no pātonā? Makoto no junjō" (運命のパートナー?まことの純情)                                                        | 2 tháng 9 năm 1995   |
| 148 | "Bóng tối của quỷ dữ! Bộ ba Amazon cùng đường" "Kyoaku no kage! Oitsumerareta torio" (巨悪の影!追いつめられたトリオ)                                                                 | 23 tháng 9 năm 1995  |
| 149 | "Chiếc gương của những ước mơ! Kết cục của Bộ ba Amazon" "Yume no kagami! Amazon saigo no sutēji" (夢の鏡!アマゾン最後のステージ)                                                    | 21 tháng 10 năm 1995 |
| 150 | "Bộ tứ nữ Amazon! Cơn ác mộng phía sau tấm gương" "Amazonesu! Kagami no ura kara kita akumu" (アマゾネス!鏡の裏から来た悪夢)                                                         | 28 tháng 10 năm 1995 |
| 151 | "Sức mạnh thực sự bộc phát! Giai điệu từ đáy lòng của Ami" "Shin no pawā bakuhatsu! Ami kokoro no shirabe" (真のパワー爆発!亜美心のしらべ)                                           | 4 tháng 11 năm 1995  |
| 152 | "Ngọn lửa bùng cháy sự đam mê! Tuyệt chiêu tấn công siêu dữ dội của Thủy thủ Sao Hỏa" "Honō no jōnetsu! Māzu ikari no chōhissatsu waza" (炎の情熱!マーズ怒りの超必殺技)              | 11 tháng 11 năm 1995 |
| 153 | "Nha sĩ kinh hoàng? Ngôi nhà của PallaPalla" "Kyōfu no haishasan? Parapara no yakata" (恐怖の歯医者さん?パラパラの館)                                                                | 18 tháng 11 năm 1995 |
| 154 | "Đối đầu trong những giấc mơ! Tình bạn tan vỡ của Minako và Makoto" "Yume taiketsu! Minako to Makoto zekkō sengen" (夢対決!美奈子とまこと絶交宣言)                                   | 25 tháng 11 năm 1995 |
| 155 | "Vượt qua nỗi sợ hãi! Bước nhảy tới sự tự do" "Kyōfu wo koete! Jiyū he no jampu" (恐怖を越えて!自由へのジャンプ)                                                                     | 2 tháng 12 năm 1995  |
| 156 | "Đừng đánh mất những giấc mơ của bạn! Chiếc gương phản chiếu sự thật" "Yume wo miushinawanaide! Shinjitsu wo utsusu kagami" (夢を見失わないで!真実を映す鏡)                          | 9 tháng 12 năm 1995  |
| 157 | "Thần Mã Pegasus bỏ đi!? Tình bạn lung lay" "Pegasasu ga kieta!? Yure ugoku yūjō" (ペガサスが消えた!?ゆれ動く友情)                                                                   | 16 tháng 12 năm 1995 |
| 158 | "Bí mật của Thần Mã Pegasus! Cậu bé bảo vệ thế giới của những giấc mơ" "Pegasasu no himitsu! Yume sekai wo mamoru bishōnen" (天馬の秘密!夢世界を守る美少年)                          | 23 tháng 12 năm 1995 |
| 159 | "Khúc ngâm tình yêu nhỏ bé của Chibi-usa" "Chibiusa no chiisana koi no rapusodi" (ちびうさの小さな恋のラプソディ)                                                                    | 13 tháng 1 năm 1996  |
| 160 | "Giấc mơ trở thành người lớn! Sự bối rối của Bộ tứ nữ Amazon" "Otona ni naru yume! Amazonesu no tōwaku" (大人になる夢!アマゾネスの当惑)                                              | 20 tháng 1 năm 1996  |
| 161 | "Nỗi khiếp sợ đang tới dần! Bàn tay ma quỷ của Nữ hoàng Nehellenia" "Ugoki dashita kyōfu! Yami no joō no mashu" (動き出した恐怖!闇の女王の魔手)                                      | 27 tháng 1 năm 1996  |
| 162 | "Nguồn gốc của bóng tối: Gánh xiếc Tử nguyệt" "Yami no shingenchi Deddo Mūn Sākasu" (闇の震源地デッドムーンサーカス)                                                                 | 3 tháng 2 năm 1996   |
| 163 | "Mê cung của những chiếc gương! Bắt giữ Thủy thủ Mặt Trăng Bé con" "Kagami no meikyū! Toraerareta Chibi Mūn" (鏡の迷宮!捕えられたちびムーン)                                         | 10 tháng 2 năm 1996  |
| 164 | "Pha lê vàng xuất hiện! Ma thuật của Nữ hoàng Nehellenia" "Gōruden Kurisutaru shutsugen! Neherenia no maryoku" (黄金水晶出現!ネヘレニアの魔力)                                       | 17 tháng 2 năm 1996  |
| 165 | "Thời khắc Pha lê vàng tỏa sáng! Sức mạnh tuyệt đẹp của những giấc mơ" "Kurisutaru kagayaku toki! Utsukushiki yume no chikara" (クリスタル輝く時!美しき夢の力)                       | 24 tháng 2 năm 1996  |
| 166 | "Giấc mơ vĩnh hằng! Ánh sáng tràn ngập thiên đường" "Yume yo itsumademo! Hikari, ten ni michite" (夢よいつまでも!光, 天に満ちて)                                                     | 2 tháng 3 năm 1996   |

## Mùa 5: Sailor Moon Sailor Stars (1996–97)
| #   | Tên tập phim | Ngày phát sóng gốc   |
| --- | --- | -------------------- |
| 167 | "Cơn ác mộng của những đóa hoa phân tán! Nữ hoàng của bóng tối trỗi dậy" "Akumu hana wo chirasu toki! Yami no Joō fukkatsu" (悪夢花を散らす時!闇の女王復活)                   | 9 tháng 3 năm 1996   |
| 168 | "Thủy thủ Sao Thổ thức tỉnh! Mười chiến binh thủy thủ hợp nhất" "Satān no mezame! Sērā jū Senshi shūketsu" (サターンの目覚め!S10戦士集結)                                     | 23 tháng 3 năm 1996  |
| 169 | "Chiếc gương bị nguyền rủa! Bắt giữ Mamoru trong cơn ác mộng" "Noroi no makyō! Akumu ni torawareta Mamoru" (呪いの魔鏡!悪夢にとらわれた衛)                                    | 13 tháng 4 năm 1996  |
| 170 | "Đêm của định mệnh! Thử thách dành cho các chiến binh thủy thủ" "Unmei no ichiya! Sērā Senshi no kunan" (運命の一夜!セーラー戦士の苦難)                                       | 20 tháng 4 năm 1996  |
| 171 | "Vì tình yêu! Trận chiến không hồi kết ở thế giới của bóng tối" "Ai yue ni! Hateshinaki makai no tatakai" (愛ゆえに!果てしなき魔界の戦い)                                     | 27 tháng 4 năm 1996  |
| 172 | "Sức mạnh tình yêu của Mặt Trăng! Cơn ác mộng chấm dứt" "Ai no mūn pawā! Akumu no owaru toki" (愛のムーンパワー!悪夢の終わる時)                                               | 4 tháng 5 năm 1996   |
| 173 | "Lời tạm biệt và cuộc chạm trán! Số phận của những ngôi sao trôi chảy" "Wakare to deai! Unmei no hoshiboshi no ryūten" (別れと出会い!運命の星々の流転)                        | 11 tháng 5 năm 1996  |
| 174 | "Cơn bão ở trường học! Những sinh viên mới chuyển trường trở thành thần tượng" "Gakuen ni fuku arashi! Tenkōsei wa aidoru" (学園に吹く嵐!転校生はアイドル)                    | 18 tháng 5 năm 1996  |
| 175 | "Muốn trở thành một thần tượng! Niềm tham vọng của Minako" "Aidoru wo mezase! Minako no yabō" (アイドルをめざせ!美奈子の野望)                                                 | 25 tháng 5 năm 1996  |
| 176 | "Thân phận thực sự của Thủy thủ Tinh tú Chiến đấu! Sự biến hình siêu sốc" "Faitā no shōtai! Shōgeki no chōhenshin" (ファイターの正体!衝撃の超変身)                            | 8 tháng 6 năm 1996   |
| 177 | "Ngôi sao của những giấc mơ và những điều ước! Sự biến hình của Taiki" "Hoshi ni takusu yume to roman! Taiki no henshin" (星に託す夢とロマン!大気の変身)                      | 15 tháng 6 năm 1996  |
| 178 | "Sự phát hiện của Luna!? Thân phân thực sự của thần tượng Yaten" "Luna wa mita!? Aidoru Yaten no sugao" (ルナは見た!?アイドル夜天の素顔)                                      | 22 tháng 6 năm 1996  |
| 179 | "Bạn bè hay kẻ thù? Các thủy thủ Tinh tú và các chiến binh thủy thủ" "Teki? Mikata? Sutāraitsu to Sērā Senshi" (敵?味方?スターライツとS戦士)                                  | 29 tháng 6 năm 1996  |
| 180 | "Hào quang của những ngôi sao sáng mời gọi! Haruka và Michiru tham chiến" "Yobiau hoshi no kagayaki! Haruka-tachi sansen" (呼び合う星の輝き!はるか達参戦)                     | 13 tháng 7 năm 1996  |
| 181 | "Buổi hẹn hò đập thình thịch của Seiya và Usagi" "Seiya to Usagi no dokidoki dēto" (セイヤとうさぎのドキドキデート)                                                           | 20 tháng 7 năm 1996  |
| 182 | "Những kẻ xâm lược từ ngoài vũ trụ! Thủy thủ Lữ điểu bay đến" "Uchū kara no shinryaku! Seirēn hirai" (宇宙からの侵略!セイレーン飛来)                                          | 3 tháng 8 năm 1996   |
| 183 | "Tiếng hét của những linh hồn tử thần!? Chỗ cắm trại kinh hoàng bí ẩn" "Shiryō no sakebi!? Kyōfu kyanpu no kaijin" (死霊の叫び！？恐怖キャンプの怪人)                         | 10 tháng 8 năm 1996  |
| 184 | "Một đêm chỉ dành cho chúng ta! Cơn túng quẫn của Usagi" "Futari kiri no yoru! Usagi no pinchi" (ふたりきりの夜！うさぎのピンチ)                                              | 17 tháng 8 năm 1996  |
| 185 | "Màn trình diễn ngoạn mục của Taiki! Tiếng hát truyền dẫn một trái tim đầy niềm tin" "Taiki zesshō! Shinjiru kokoro wo uta ni komete" (大気絶唱！信じる心を歌にこめて)        | 31 tháng 8 năm 1996  |
| 186 | "Bí mật của Chibi Chibi!? Cuộc truy đồn cực ồn ào" "ChibiChibi no nazo!? O-sawagase daitsuiseki" (ちびちびの謎！？おさわがせ大追跡)                                           | 7 tháng 9 năm 1996   |
| 187 | "Sức mạnh của một ngôi sao tỏa sáng! Sự biến hình của Chibi Chibi" "Kagayaku hoshi no pawā! Chibi Chibi no henshin" (輝く星のパワー！ちびちびの変身)                          | 14 tháng 9 năm 1996  |
| 188 | "Lời mời đến sự kinh hoàng! Chuyến bay của Usagi vào ban đêm" "Kyōfu he no shōtai! Usagi no yakan hikō" (恐怖への招待！うさぎの夜間飛行)                                      | 12 tháng 10 năm 1996 |
| 189 | "Tan vỡ giữa bổn phận và tình bạn! Sự chạm trán giữa các chiến binh thủy thủ" "Shimei to yūjō no hazama! Sērā Senshi-tachi no tairitsu" (使命と友情の間！Ｓ戦士達の対立)      | 19 tháng 10 năm 1996 |
| 190 | "Sự thật sáng tỏ! Quá khứ của các thủy thủ Tinh tú" "Akasareta shinjitsu! Seiya-tachi no kako" (明かされた真実！セイヤ達の過去)                                               | 26 tháng 10 năm 1996 |
| 191 | "Con bướm dịu dàng nhảy múa trên không! Điềm báo trước của những làn sóng mới" "Hikari no Chou ga Mau Toki! Atarashii Nami no Yokan" (光の蝶か舞う時! 新しい波の予感)         | 9 tháng 11 năm 1996  |
| 192 | "Thẳng tiến tới ước mơ của bạn! Thần tượng Minako ra đời!?" "Yume itchokusen! Aidoru Minako tanjō!?" (夢一直線！アイドル美奈子の誕生！？)                                     | 16 tháng 11 năm 1996 |
| 193 | "Pha lê bạc bị đánh cắp! Công chúa Hương hoa xuất hiện" "Ubawareta Ginzuishou! Kakyuu Purinsesu Shutsugen" (うばわれた銀水晶! 火球皇女出現)                                   | 30 tháng 11 năm 1996 |
| 194 | "Trận chiến linh thiêng trong vũ trụ! Truyền thuyết chiến tranh của các chiến binh thủy thủ" "Ginga no Seisein! Sailor Wars Densetsu" (銀河の聖戦! セーラーウォーズ伝説)      | 7 tháng 12 năm 1996  |
| 195 | "Công chúa Hương hoa hi sinh! Thủy thủ Galaxia hạ trần" "Kakyū Purinsesu shōmetsu! Gyarakushia kōrin" (火球皇女消滅！ギャラクシア降臨)                                        | 14 tháng 12 năm 1996 |
| 196 | "Đếm ngược đến sự hủy diệt của vũ trụ! Trận chiến cuối cùng của các chiến binh thủy thủ" "Ginga Horobirutoki! Seeraa Senshi Saigo no Tatakai" (銀河滅びる時! S戦士最後の戦い) | 11 tháng 1 năm 1997  |
| 197 | "Nữ hoàng thống trị cả vũ trụ: Sự đe dọa của Thủy thủ Galaxia" "Ginga no shihaisha Gyarakushia no kyōi" (銀河の支配者 ギャラクシアの脅威)                                     | 18 tháng 1 năm 1997  |
| 198 | "Những ngôi sao tan biến! Cái chết của Thủy thủ Sao Thiên Vương và Thủy thủ Sao Hải vương" "Kieyuku Hoshiboshi! Uranusu-tachi no Saigo" (消えゆく星々! ウラヌス達の最期)      | 25 tháng 1 năm 1997  |
| 199 | "Ánh sáng Hi vọng! Cuộc chiến cuối cùng trong vũ trụ" "Kibou no Hikari! Ginga wo Kaketa Saishuukessen" (希望の光! 銀河をかけた最終決戦)                                       | 1 tháng 2 năm 1997   |
| 200 | "Tình yêu của Usagi! Ánh Trăng chiếu sáng cả vũ trụ" "Usagi no ai! Gekkō ginga wo terasu" (うさぎの愛!月光銀河を照らす)                                                       | 8 tháng 2 năm 1997   |